# Sizif
Sizif (grč. Σίσυφος, Sísuphos) u grčkoj mitologiji Eolov je i Enaretin sin. Prema nekim izvorima bio je Odisejev otac, prije nego što se Odisejeva majka Antikleja udala za Laerta. Poznat je po personifikaciji uzaludnog posla. Naime, Sizif je bio osuđen da veliku kamenu gromadu gura uz planinsku strminu da bi ju postavio na vrh. No, svaki put kada bi se primaknuo vrhu, kamena bi mu kugla izmaknula i sunovratila se u podnožje brda. Sizif je tako pokušavao, iznova i iznova, ali neuspješno.

## Mitologija

### Život
Sizif je bio osnivač i kralj Efira (Korinta). Promicao je navigaciju i trgovinu, ali bio je pohlepan i sklon prijevari te je ubijao putnike i goste. Zaveo je svoju nećakinju, preuzeo bratovo prijestolje i izdao Zeusovu tajnu - da je silovao Eginu, kćer riječnog boga Azopa ili, u drugoj inačici mita, Eola. Zeus je naredio Hadu da ga okuje u paklu. Sizif je ondje pitao Tanatosa da isproba lance da vidi kako rade, a kad je to učinio, Sizif ga je ostavio okovanog i prijetio Hadu. Budući da je Tanatos bio bog smrti, nitko nije mogao umrijeti sve dok se nije umiješao Ares. Naime, Aresa je živciralo to što ga bitke i ratovi nisu zabavaljali jer nije bilo smrti pa je oslobodio Tanatosa i poslao Sizifa u Tartar.
No, prije nego što je Sizif umro, bio je rekao svojoj ženi da ne prinosi uobičajene žrtve kad bude mrtav. Potom se u Hadu požalio Perzefoni da ga žena zanemaruje i nagovorio je da ga pusti na zemaljski svijet da je zatraži da učini svoje dužnosti. Kad je Sizif stigao u Korint, odbio se vratiti te ga je na posljetku Hermes vratio u Tartar.

### Sizifov posao
Bogovi su ga za sve njegove prijevare kaznili. Morao je gurati veliku stijenu do vrha brijega, ali prije nego što bi stigao do vrha, kamen bi se otkotrljao te je morao početi iznova. O ovome priča i Homer u svojoj Odiseji. Stoga se danas koristi metafora "Sizifov posao" za uzaludan posao ili besmislene radnje.
Prema solarnoj teoriji, Sizif je Sunčev disk koji se svakoga dana diže na istoku, a potom pada na zapadu. Drugo učenje tvrdi da je Sizif personifikacija čovjekove borbe u potrazi za znanjem.

## Vanjske poveznice
- Sizif u grčkoj mitologiji (engl.)